# Janet Brown
Janet McLuckie Brown (* 14. Dezember 1923 in Rutherglen, Lanarkshire, Schottland; † 27. Mai 2011 in Hove, East Sussex, England) war eine britische Schauspielerin, die durch ihre Margaret-Thatcher-Imitationen bekannt wurde.

## Leben
Janet Brown wurde in Rutherglen, Lanarkshire geboren und ging auf die dortige Rutherglen Academy.

### Karriere
Browns Karriere begann mit der Fernsehserie Picture Book der BBC Television in den 1950er Jahren.
Einen besonderen Auftritt hatte Brown in dem James-Bond-Film In tödlicher Mission als Premierministerin. Eine weitere ihrer Thatcher-Imitationen findet sich auf dem Mike-Oldfield-Album Amarok aus dem Jahr 1990.
1986 veröffentlichte sie mit Prime Mimicker ihre Autobiographie.

### Privatleben
Janet Brown war mit dem Schauspieler Peter Butterworth von 1947 bis zu dessen Tod im Jahre 1979 verheiratet. Sie hatten zwei gemeinsame Kinder: einen Sohn, den Schauspieler Tyler Butterworth, und ihre Tochter Emma, die 1996 im Alter von 34 Jahren starb. Sie hatte danach nie wieder geheiratet. Brown lebte fortan in Hove, East Sussex, wo sie nach kurzer Krankheit in einem Pflegeheim im Alter von 87 Jahren starb.

## Filmografie (Auswahl)
- 1970: Inzest (My Lover My Son)
- 1981: In tödlicher Mission (For Your Eyes Only)
- 2004: Inspector Barnaby (Midsomer Murders) Fernsehserie, Staffel 8, Folge 2: Nass und tot (Dead In The Water)
- 2005: Rosamunde Pilcher – Zauber der Liebe